# Археоптерикси
Археоптериксите (Archaeopteryx; от гр. – древно крило) се считат за най-старите представители на клас птици, живели преди около 150 млн. години през периода юра. Същевременно вече са известни много други преходни между влечугите и птиците форми (Aurornis, Wellnhoferia, Xiaotingia, Anchiornis, Rahonavis или Confuciusornis който има първия клюн без зъби) така че археоптериксът вероятно има тази слава, не толкова заради мястото си в еволюцията, а просто защото е открит пръв.

## Особености
Археоптериксът е месоядно животно, подобно на птица с размерите на врана. Прилича и на влечуго и на птица, но около 90% от белезите му са характерни за влечугите и едва 10% – за птиците Челюстта му е издължена като човка на птица, но съдържа множество остри зъби, типични за динозаврите. Цялото тяло е покрито с пера, но крилата завършват с пръсти с остри нокти. Именно тези характеристики го определят като преходно звено в еволюцията от влечуги към птици.

## Фосили
Известни са десет скелетни находки на древната птица. Първата от тях е намерена през 1861 г. близо до Соленхофен, Южна Германия. Година по-рано е намерен отпечатък от перо, за което все още се спори дали принадлежи към същия вид, или е на друга, все още неописана, първоптица.